# Joe Cocker

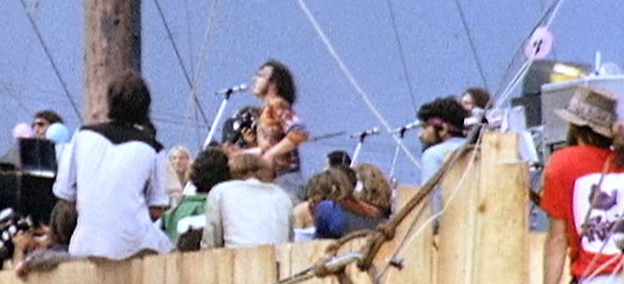
Cocker na Festiwalu Woodstock

Joe Cocker, właśc. John Robert Cocker (ur. 20 maja 1944 w Sheffield, zm. 22 grudnia 2014 w Crawford) – brytyjski piosenkarz muzyki rockowej i popowej.
Laureat wielu nagród, w tym nagrody Grammy z 1983 za piosenkę „Up Where We Belong”. Zajął 97. miejsce na liście 100 najlepszych wokalistów wg czasopisma „Rolling Stone”. Za zasługi dla muzyki został odznaczony w 2007 Orderem Imperium Brytyjskiego. W 2025 wprowadzony do Rock and Roll Hall of Fame.

## Życiorys
Urodził się w 20 maja 1944 w Sheffield w Wielkiej Brytanii. Karierę muzyczną rozpoczynał w wieku 15 lat w zespole The Avengers swojego brata Victora pod pseudonimem scenicznym Vance Arnold. Następnie założył z basistą Chrisem Staintonem zespół Grease Band, z którym nagrał swój pierwszy przebój – cover „With a Little Help from My Friends” Beatlesów. W kolejnych latach udzielał się w kilku projektach muzycznych. W 1969 wystąpił w amerykańskim programie telewizyjnym Ed Sullivan Show i zagrał koncert na Festiwalu Woodstock.
W latach 70. XX wieku ze względu na kłopoty z alkoholem i narkotykami jego twórczość była mniej ciekawa i zauważana. Po deportacji z Australii za posiadanie narkotyków w 1972 praktycznie zawiesił działalność. W 1975 zamieszkał w Stanach Zjednoczonych. W latach 80. powrócił do działalności artystycznej. Pierwszy album po długiej przerwie nie spotkał się z uznaniem, lecz dostrzeżono jego powrót. W następnych latach dalej nagrywał i wylansował przeboje: „Up Where We Belong”, „You Are So Beautiful”, „When the Night Comes”, „N'oubliez jamais” czy „Unchain My Heart” autorstwa Raya Charlesa.
Płyta Heart&Soul to przykład albumu zawierającego kompilacje znanych utworów soulowych, R’n’B oraz rockowych mających wpływ na twórczość Cockera. Znalazły się na niej takie kompozycje, jak: „Chain of Fools” Arethy Franklin, „I Who Have Nothing” Bena E. Kinga, „Love Don’t Live Here Any More” Rose Royce, „Jealous Guy” Johna Lennona, „One” U2 i „Everybody Hurts” R.E.M..
17 września 2014 przyjaciel muzyka Billy Joel poinformował, że ze zdrowiem Cockera nie jest najlepiej i poparł muzyka za wprowadzeniem do Rock and Roll Hall of Fame. Cocker zmarł na raka płuc 22 grudnia 2014 w Crawford, Kolorado. Przez wiele lat palił 40 papierosów dziennie, aż do rzucenia palenia w 1991.

## Dyskografia

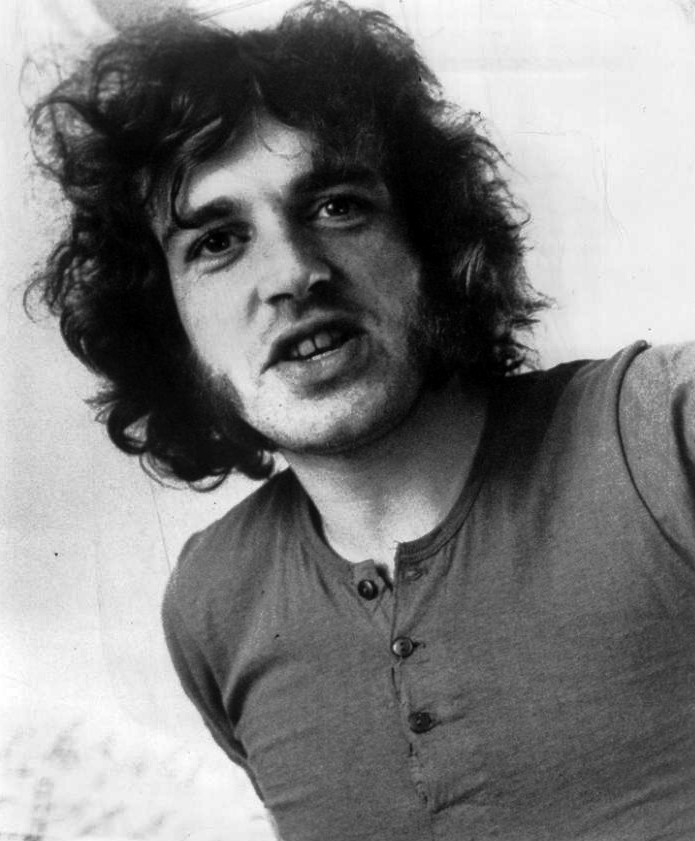
Joe Cocker, ok. 1970

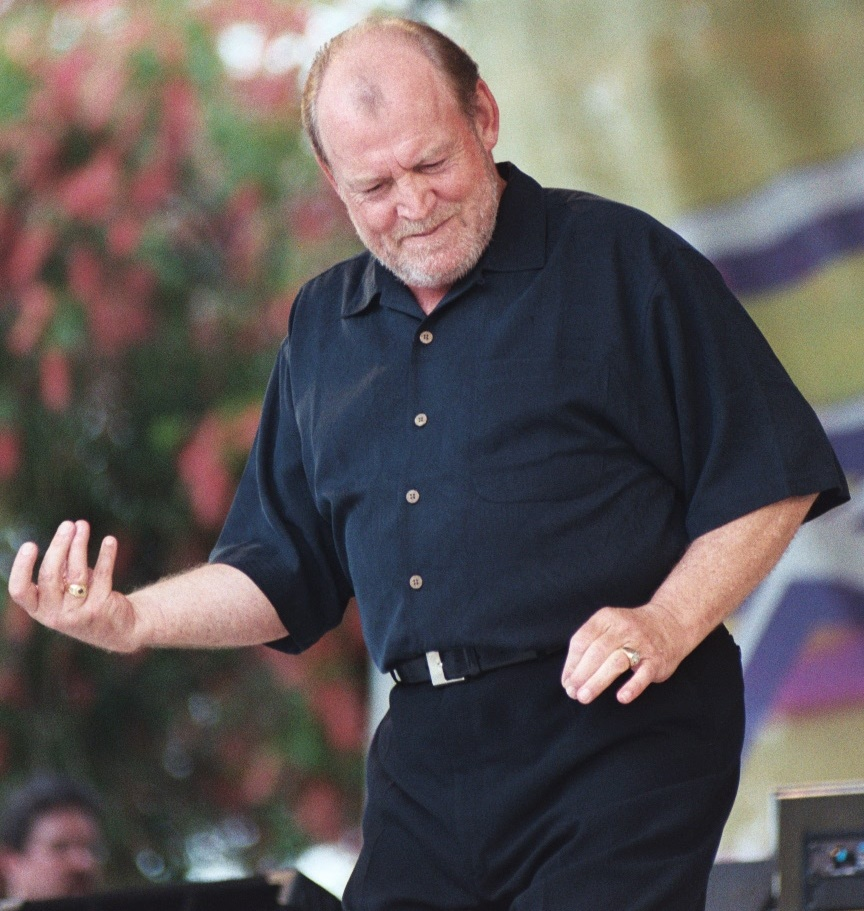
Joe Cocker, 2003

### Płyty studyjne
- With a Little Help from My Friends (1969)
- Joe Cocker! (1969)
- Something to Say (1972)
- I Can Stand a Little Rain (1974)
- Jamaica Say You Will (1975)
- Stingray (1976)
- Luxury You Can Afford (1978)
- Sheffield Steel (1982)
- Civilized Man (1984)
- Cocker (1986)
- Unchain My Heart (1987)
- One Night of Sin (1989)
- Night Calls (EUR: 1991, USA: 1992)
- Have a Little Faith (1994)
- Organic (1996)
- Across from Midnight (1997)
- No Ordinary World (EUR: 1999, USA: (2000)
- Respect Yourself (2002)
- Heart & Soul (2004)
- Hymn for My Soul (2007)
- Hard Knocks (2010)
- Fire It Up (2012)

## Koncerty w Polsce
Kilkakrotnie koncertował w Polsce: w 1995, 1998 i 2007 roku zagrał w katowickim Spodku, w 1995 r. na Stadionie Gwardii w Warszawie, 2 lipca 2000 roku wystąpił na Inwazji Mocy na lotnisku Lublinek, w roku 2000, promując album No Ordinary World, w 2002 podczas trasy promującej płytę Respect Yourself 5 lipca 2002 na stadionie Pogoni w Szczecinie, 24 czerwca 2007 wystąpił w poznańskiej Arenie oraz 13 i 14 sierpnia 2007 w Krakowie i Gdyni na Skwerze Kościuszki. 10 grudnia 2007 Joe Cocker wystąpił na warszawskim Torwarze. 19 września 2010 roku wystąpił w polskiej edycji „Tańca z gwiazdami”, a niecały miesiąc później (6 października) odbył się jego koncert we wrocławskiej Hali Stulecia. Ostatni raz był w Polsce w 2013 roku z trasą koncertową promującą płytę Fire It Up, występując w Sali Kongresowej w Pałacu Kultury i Nauki w Warszawie.